# Communauté urbaine

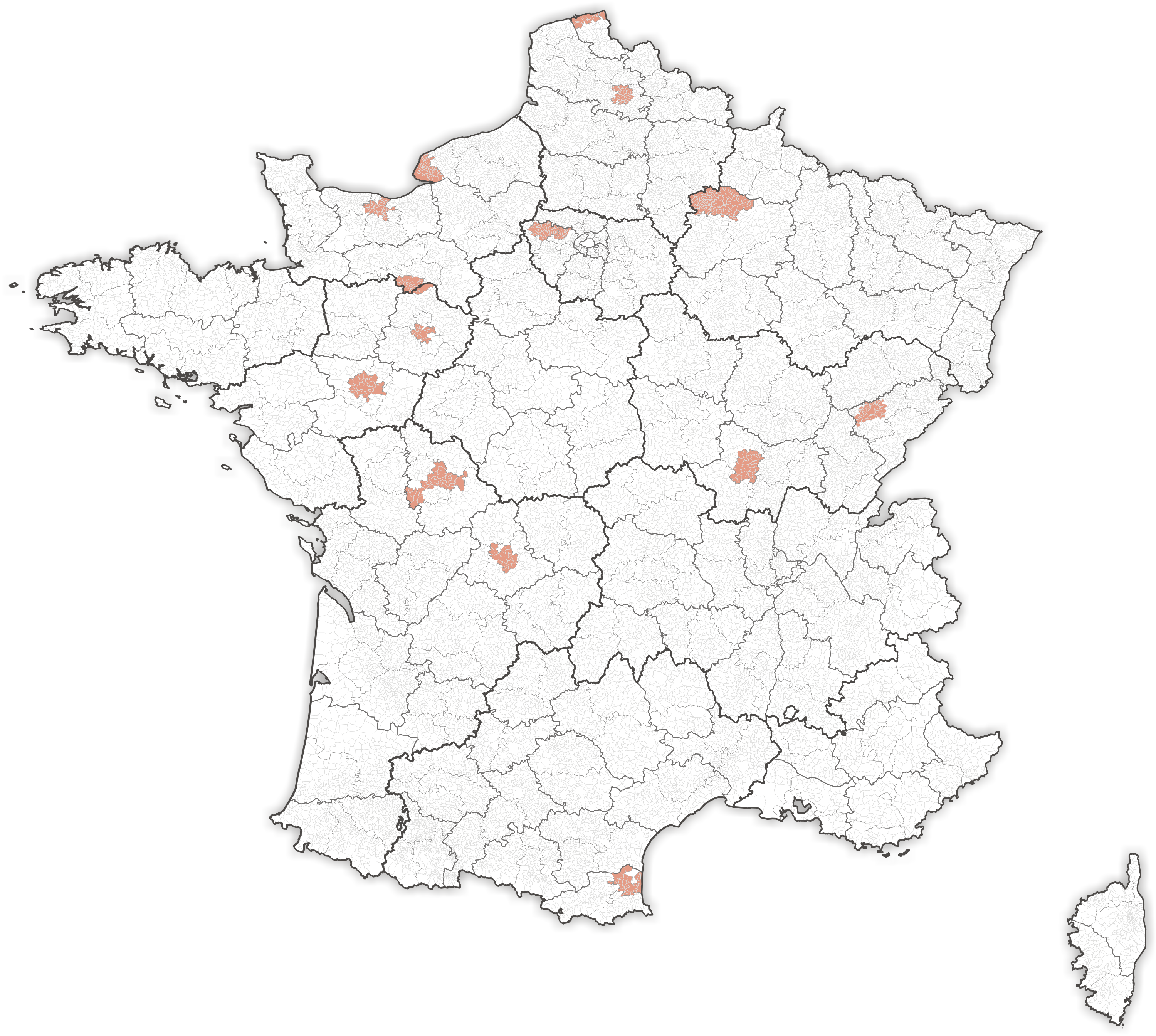
Communautés urbaines in Frankreich

Eine Communauté urbaine ist eine Form des Gemeindeverbandes (Établissement public de coopération intercommunale) in Frankreich.
Die Communautés urbaines dienen der gemeinsamen Wahrnehmung der kommunalen Aufgaben der beteiligten Gemeinden. Sie sind unabhängig von der Verwaltung der Départements und Régions und können auch benachbarte Gemeinden umfassen, die zu unterschiedlichen Départements gehören.
Zurzeit gibt es in Frankreich die unten aufgeführten 14 Communautés urbaines:
Stand:2022
| Gemeindeverband                  | Gemeinden | Einwohner 1. Januar 2022 | Fläche km² | Dichte Einw./km² | SIREN- Nummer | Gründungsdatum    | Département         | Region                     |
| -------------------------------- | --------- | ------------------------ | ---------- | ---------------- | ------------- | ----------------- | ------------------- | -------------------------- |
| Alençon                          | 31        | 55.405                   | 461,68     | 120              | 246 100 663   | 31. Dezember 1996 | Orne Sarthe         | Normandie Pays de la Loire |
| Angers Loire Métropole           | 29        | 308.806                  | 666,72     | 463              | 244 900 015   | 31. Dezember 2000 | Maine-et-Loire      | Pays de la Loire           |
| Arras                            | 46        | 109.781                  | 317,22     | 346              | 200 033 579   | 12. Dezember 2012 | Pas-de-Calais       | Hauts-de-France            |
| Caen la Mer                      | 48        | 277.248                  | 362,94     | 764              | 200 065 597   | 28. Juli 2016     | Calvados            | Normandie                  |
| Dunkerque                        | 17        | 192.635                  | 299,89     | 642              | 245 900 428   | 21. Oktober 1968  | Nord                | Hauts-de-France            |
| Grand Besançon Métropole         | 68        | 198.387                  | 529,61     | 375              | 242 500 361   | 1. Juli 2019      | Doubs               | Bourgogne-Franche-Comté    |
| Grand Paris Seine et Oise        | 73        | 433.255                  | 504,72     | 858              | 200 059 889   | 1. Januar 2016    | Yvelines            | Île-de-France              |
| Grand Poitiers                   | 40        | 196.849                  | 1.064,70   | 185              | 200 069 854   | 1. Januar 2017    | Vienne              | Nouvelle-Aquitaine         |
| Grand Reims                      | 143       | 297.492                  | 1.432,36   | 208              | 200 067 213   | 1. Januar 2017    | Marne               | Grand Est                  |
| Le Creusot Montceau-les-Mines    | 34        | 90.474                   | 742,00     | 122              | 247 100 290   | 13. Januar 1970   | Saône-et-Loire      | Bourgogne-Franche-Comté    |
| Le Havre Seine Métropole         | 54        | 266.929                  | 495,77     | 538              | 200 084 952   | 1. Januar 2019    | Seine-Maritime      | Normandie                  |
| Le Mans Métropole                | 20        | 209.651                  | 272,49     | 769              | 247 200 132   | 19. November 1971 | Sarthe              | Pays de la Loire           |
| Limoges Métropole                | 20        | 207.147                  | 520,58     | 398              | 248 719 312   | 22. November 2002 | Haute-Vienne        | Nouvelle-Aquitaine         |
| Perpignan Méditerranée Métropole | 37        | 277.926                  | 628,58     | 442              | 200 027 183   | 27. Dezember 2010 | Pyrénées-Orientales | Okzitanien                 |
| Frankreich                       | 628       | 3.036.502                | 7.825,68   | 388              | –             | –                 | –                   | –                          |